# Mark Anthony (Autor)
Mark Anthony (* 1966) ist ein US-amerikanischer Fantasy-Autor.
Er studierte Paläoanthropologie und lebt im ländlichen Colorado. Inzwischen zählt er zu den erfolgreichsten Fantasy-Autoren der USA.
Nachdem er einige Romane geschrieben hatte, die auf verschiedenen Rollenspielwelten des Unternehmens Tactical Studies Rules (TSR) angesiedelt waren, begann er mit seiner eigenen Fantasy-Serie The Last Rune, die inzwischen abgeschlossen ist.

## Bibliografie (Auswahl)

### Die letzte Rune - The Last Rune
Im Englischen erschien die Serie in sechs Büchern. In der deutschen Übersetzung wurde jedes Buch auf zwei Taschenbücher aufgeteilt:
1. Beyond the Pale (1998):
1. Das Ruinentor (1999), Knaur, ISBN 3-426-70143-X
2. Der fahle König (Oktober 1999), Knaur, ISBN 3-426-70144-8
2. The Keep of Fire (1999):
3. Der Runenstein-Turm (Dezember 1999), Knaur, ISBN 3-426-70141-3
4. Die Flammenfestung (April 2000), Knaur, ISBN 3-426-70142-1
3. The Dark Remains (2001):
5. Der Tod der Götter (Februar 2002), Knaur, ISBN 3-426-70205-3
6. Die sterbende Stadt (März 2002), Knaur, ISBN 3-426-70206-1
4. Blood of Mystery (2002):
7. Die schwarzen Ritter (März 2003), Knaur, ISBN 3-426-70207-X
8. Das Schwert von Malachor (Juni 2003), Knaur, ISBN 3-426-70208-8
5. The Gates of Winter (2003):
9. Das Tor des Winters (März 2004), Knaur, ISBN 3-426-70275-4
10. Der Runenbrecher (Juli 2004), Knaur, ISBN 3-426-70276-2
6. The First Stone (2004):
11. Das Blut der Wüste (April 2005), Knaur, ISBN 3-426-70277-0
12. Die letzte Schlacht (September 2005), Knaur, ISBN 3-426-70278-9

### Dragonlance: Meetings
- Ungleiche Freunde, mit Ellen Porath, Goldmann, 1998, ISBN 3-442-24867-1 (Kindred Spirits, 1991)
- Die Erben der Stimme, mit Ellen Porath, Goldmann, 1998, ISBN 3-442-24603-2 (Kindred Spirits, 1991)